# 塔普亞龍屬
塔普亞龍屬（學名：Tapuiasaurus）是蜥腳下目泰坦巨龍類納摩蓋吐龍科恐龍的一屬，是種長頸、四足植食性恐龍，生存於白堊紀早期的南美洲。
塔普亞龍的化石具有目前最完整的泰坦巨龍類頭顱骨，也是目前已知生存年代最早的進階型泰坦巨龍類，顯示泰坦巨龍類的早期演化階段就已經具有類似梁龍科的頭顱骨形態

## 發現與命名

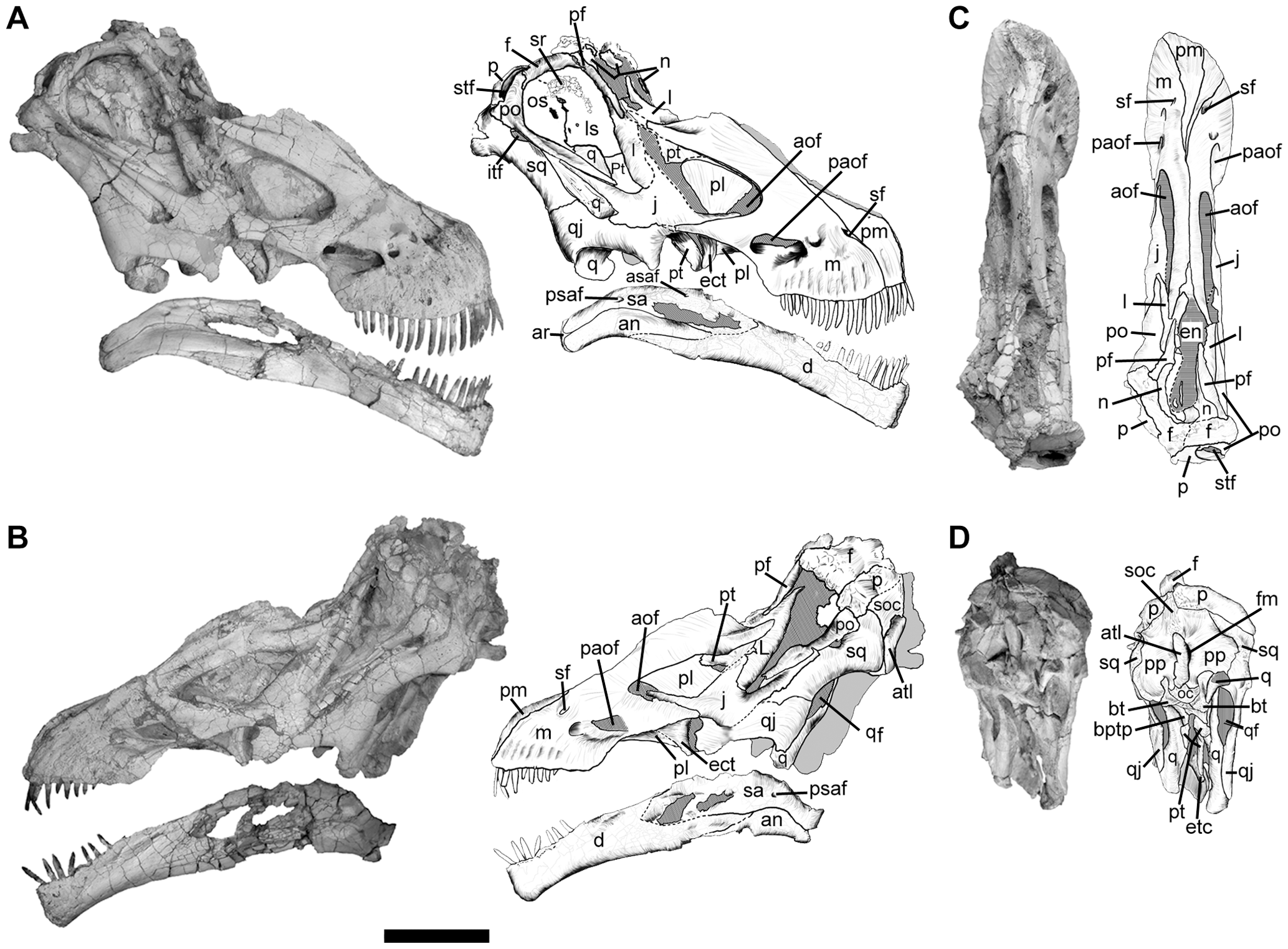
塔普亞龍正模標本的頭顱骨

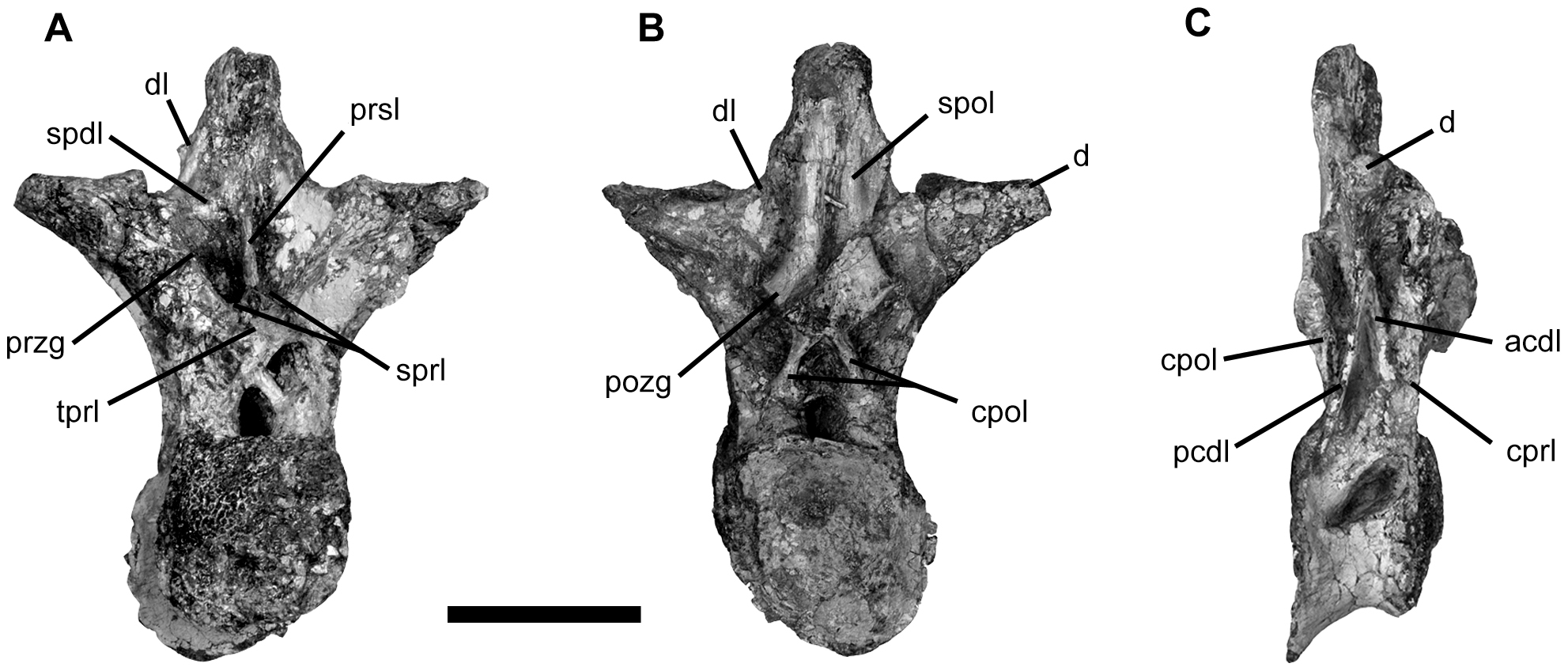
塔普亞龍的脊椎

塔普亞龍的正模標本（編號MZSP-PV 807）是一個接近完整的頭顱骨與下頜、以及部分身體骨骼，身體部位包含：第一與第二節頸椎、其他部位的五節頸椎、五節背椎、肋骨、左側胸骨、右側肩胛鳥喙骨、右肱骨、左橈骨、左右尺骨、掌骨、左右股骨、左腓骨、幾乎完整的左腳掌。
化石發現於巴西東部米納斯吉拉斯州的聖佛朗西斯卡那盆地，屬於Quiricó組地層。這個地層的最底層是形成於巴拉那州的大陸溢流玄武岩，地質年代約為1億3200萬到1億2800萬年前；地層的大部分上層具有火山碎屑岩與鹼性熔岩，地質年代約為9500萬到7600萬年前。根據地層帶中的肉鰭魚類、介形綱、孢型化石，可將Quiricó組地層的年代追溯到白堊紀早期的阿普第階。
在2011年，古生物學家胡薩姆·查希爾（Hussam Zaher）、迪亞戈·玻爾（Diego Pol）、彼得·賴森（Peter Larson）等人將化石進行敘述、命名，模式種是馬氏塔普亞龍（Tapuiasaurus macedoi）。屬名意為「塔普亞蜥蜴」，塔普亞是當地印第安人部落的名稱；種名則是以發現該地層組的Ubirajara Alves Macedo為名。

## 體徵
研究人員在命名塔普亞龍時，列出其自衍徵。塔普亞龍的自衍徵包含：方顴骨具有鉤狀的後腹突、顴骨的前突形狀逐漸縮小，構成眶前孔的大部分下緣、翼狀骨的前側端接觸到外翼狀骨的中線處。塔普亞龍還有以下獨特特徵：上頜骨側邊的前鼻腔孔與眶前孔之間，有個深凹處、中段頸椎延長、後段背椎有發展良好的棘前椎板，而缺少下椎弓突與下椎弓凹、椎骨關節突之間的椎板下方有深凹處、胸骨成新月狀、肩胛鳥喙骨前後延長、尺骨長、橈骨末端處較大。

## 分類

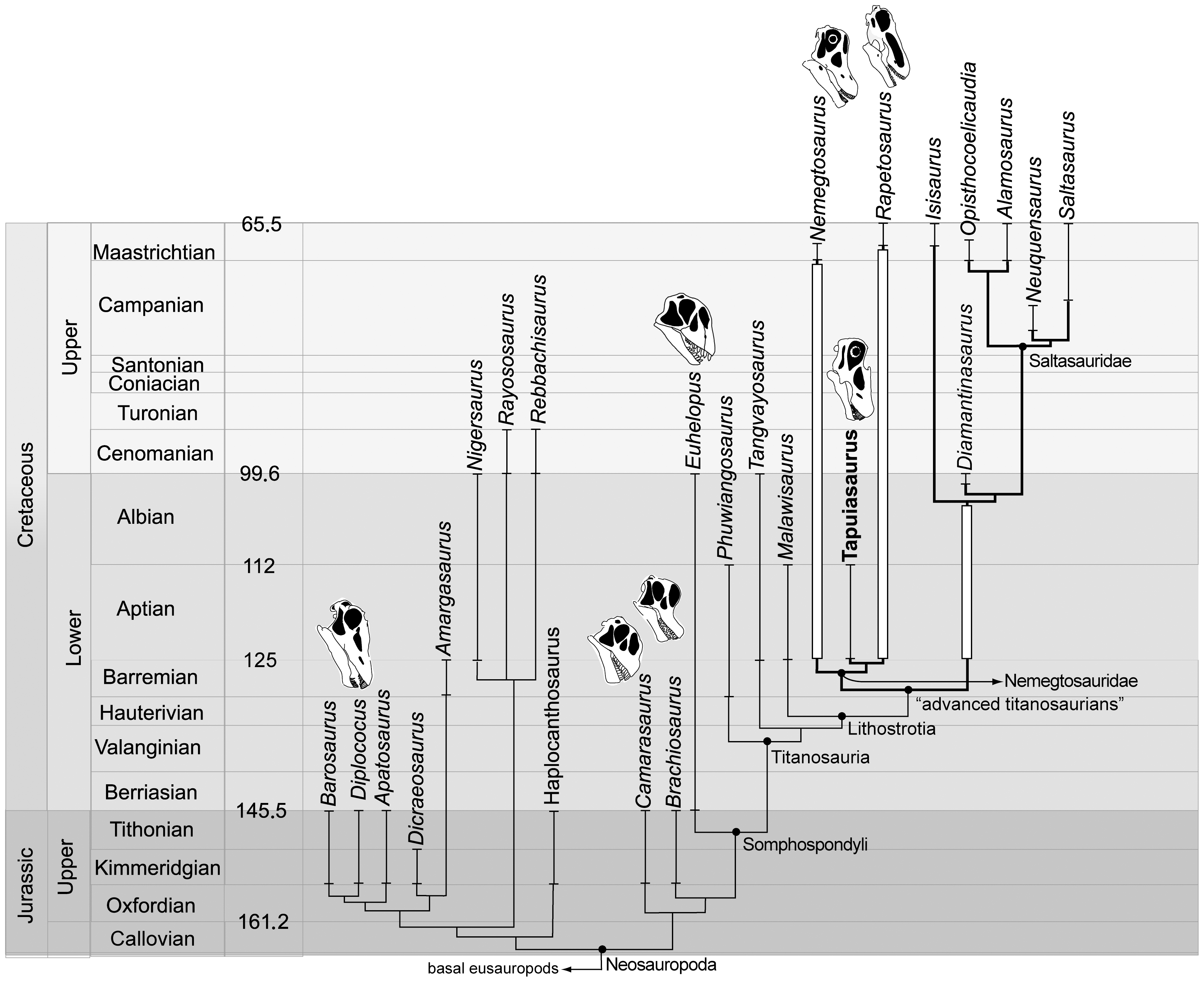
新蜥腳類的演化樹與頭顱骨，塔普亞龍位於右側第二個頭顱骨

研究人員在命名塔普亞龍時，發現牠們是種進階型泰坦巨龍類。進階型的泰坦巨龍類，例如薩爾塔龍科與納摩蓋吐龍科，是白堊紀晚期的南方各大陸的主要植食性恐龍，並已經呈現高度多樣性。但由於化石紀錄與研究的斷層，過去古生物學界並不清楚這些物種的起源、生物多樣化的過程。根據現有化石，顯示這些泰坦巨龍類的頭顱骨已有大幅演變的特徵，但由於蜥腳類恐龍的頭顱骨較難被發現，因此難以建立出頭顱骨特徵的演化過程。
塔普亞龍被發現後，成為目前已知生存年代最早的進階型泰坦巨龍類；並證實進階型泰坦巨龍類的多樣化過程，可以向前追溯3000萬年。塔普亞龍的化石也具有目前最完整的泰坦巨龍類頭顱骨，也顯示泰坦巨龍類的長而低矮、類似梁龍科的頭顱骨形態，在演化過程的早期階段已經出現。